# Liste des évêques de Gubbio
Cette liste recense la liste des évêques qui se sont succédé sur le siège du diocèse de Gubbio.

## Évêques
- Decenzio (mentionné en 416)
- Gaudioso (mentionné en 599)
- Florentino (mentionné en 769)
- Bennato (mentionné en 826)
- Erfone (847-853)
- Arsenio (mentionné en 855)
- Domenico (861-868)
- Leuderico (début du Xe siècle)
- Pietro (mentionné en 921)
- Giovanni Ier (967-968)
- Giuliano, O.S.B. Cam (début du XIe siècle)
- Tebaldo, O.S.B. Cam (1032-1049)
- Guido (mentionné en 1057)
- Saint Rodolphe de Gabrielli, O.S.B. Cam (1058-1064)
- Ubaldo (mentionné en mars 1065)
- Ugo (mentionné en 1070)
- Mainardo, O.S.B. Cam (vers 1071-1074)
- Domenico, O.S.B. Cam (vers 1075-?)
- Rustico, O.S.B. Cam (mentionné en 1097)
- Saint Jean de Lodi, O.S.B. Cam (vers 1104-1105)
- Giovanni III (1106-?)
- Stefano (1126-1127)
- Saint Ubald Baldassini (1129-1160)
- Teobaldo Balbi, O.S.B. Cam (1160-1180) nommé archevêque de Zara
- Bonatto, O.S.B (mentionné en 1163)
- Gualfredo (mentionné en 1167)
- Offredo, O.S.B (1179-1184)
- Bentivoglio, O.S.B (1188-1191)
- Marco, O.S.B. Cam (1195-1200)
- Alberto (1200-1205)
- Bienheureux Villan, O.S.B. Cam (1206-1237)
- Giacomo, O.F.M (1240-1276)
- Benvenuto, O.F.M (1278-1294)
- Ventura (1295-1302)
- Francesco Ier (1302-1306)
- Giovanni Bervaldi, O.P (mentionné en 1306)
- Francesco II (1313-1326)
- Pietro de' Gabrielli (1327-1345)
- Hugues Le Baille, O.E.S.A (1345-1345) nommé évêque de Toulon
- Francesco d'Amelia 1346-1346)
- Vasino Rolando, O.F.M (1346-1350) nommé archevêque de Capoue
- Giovanni Morlaco, O.F.M (1350-1370) nommé évêque de Riez
- Giovanni Aldobrandini, O.P (1370-1376)
- Gabriele Gabrielli, O.S.B. Cam (1377-1383)
  - Adam, O.F.M (1384-?) antiévêque
  - Arnaud, O.F.M (1388-?) antiévêque
- Lorenzo Corvini (1384-1390) nommé évêque de Spolète
- Bertrando d'Alagno (1391-1401) nommé archevêque d'Amalfi
- Matteo da Fabriano, O.F.M (1401-1405)
- Francesco Billi (1406-1444)
- Antonio Severi (1444-1472)
- Leonardo Griffo (1472-1482) nommé archevêque de Benevent
  - Girolamo Basso della Rovere (1482-1492) administrateur apostolique
- François de La Rovère (1492-1504) nommé évêque de Mende
- Antonio Ferrero (1504-1508)
  - Frédéric Frégose (1508-1541) administrateur apostolique
  - Pietro Bembo, O.S.Io.Hier (1541-1544) administrateur apostolique, nommé évêque de Bergame
- Marcello Cervini (1544-1555) élu pape sous le nom de Marcel II
  - Giacomo Savelli (1555-1556) administrateur apostolique
- Mariano Savelli (1556-1599)
- Andrea Sorbolonghi (1600-1616)
- Alessandro del Monte (1616-1628)
- Pietro Carpegna (1628-1630)
- Ulderico Carpegna (1630-1638) nommé évêque de Todi
- Orazio Monaldi (1639-1643) nommé évêque de Pérouse
- Alessandro Sperelli (1644-1672)
- Carlo Vincenzo Toti (1672-1690)
- Sebastiano Pompeo Bonaventura (1690-1706) nommé évêque de Montefiascone et Corneto
- Fabio Mancinforte (1707-1725)
- Sostegno Maria Cavalli, O.S.M (1725-1747)
- Giacomo Cingari (1747-1768)
- Paolo Orefici (1768-1784)
- Ottavio Angelelli (1785-1809)
  - Siège vacant (1809-1814)
- Mario Ancajani (1814-1821) nommé archevêque de Spolète
- Vincenzo Massi (1821-1839)
- Giuseppe Pecci (1841-1855)
- Innocenzo Sannibale (1855-1891)
- Luigi Lazzareschi (1891-1895)
- Macario Sorini (1895-1900)
- Angelo Maria Dolci (1900-1906)
- Giovanni Battista Nasalli Rocca di Corneliano (1907-1916)
- Carlo Taccetti (1917-1920)
- Pio Leonardo Navarra (1920-1932) nommé évêque de Terracina, Priverno et Sezze
- Beniamino Ubaldi (1932-1965)
  - Siège vacant (1965-1972)
- Cesare Pagani (1972-1981) nommé archevêque de Pérouse et Città della Pieve
- Ennio Antonelli (1982-1988) nommé archevêque de Pérouse et Città della Pieve
- Pietro Bottaccioli (1989-2004)
- Mario Ceccobelli (2004-2017)
- Luciano Paolucci Bedini (2017-   )

## Sources
- http://www.catholic-hierarchy.org